# Мой создатель
«Мой создатель» (англ. Archive, «архив») — научно-фантастический фильм 2020 года режиссёра Гэвина Ротери. Главные роли исполнили Тео Джеймс и Стэйси Мартин. Премьера состоялась 10 июля 2020 года.

## Сюжет
2048 год. Молодой учёный Джордж Элмор работает над созданием робота с искусственным интеллектом, эквивалентным человеческому разуму. Он живёт один в лаборатории, расположенной в глухих лесах Японии. Трёхлетний контракт с нанявшей его компанией закончится через полгода, однако пока он показал только один прототип будущего робота, который он называет J1. Между тем, у Джорджа есть и второй усовершенствованный прототип J2, и он заканчивает работу над третьим, полностью антропоморфным J3.
Из флэшбеков становится ясно, что накануне заключения контракта Джордж со своей женой Джулс попал в автокатастрофу, и Джулс погибла. Однако технологии компании «Архив» позволяют теперь, поместив останки умершего в специальное хранилище, иметь доступ к его сознанию в общей сложности до 200 часов, после чего наступает полная смерть сознания. Джордж иногда разговаривает с Джулс по устройству, напоминающему телефон. Кроме того, он смог оцифровать сигнал сознания жены, и все его роботы (названные по первой букве её имени, Jules) основаны на её интеллекте: J1 находится на уровне 5—6-летнего ребёнка, J2 на уровне 15—16-летнего подростка, J3 имеет сознание взрослой женщины.
Видя, насколько совершенной получается J3, J2 начинает ревновать к ней Джорджа и мешает его работе, а в конечном итоге кончает с собой, погружаясь в озеро. Тем временем Симоне, начальнице Джорджа, время от времени выходящей с ним на видеосвязь, становится известно, что он разработал новые прототипы роботов, которые не показывает ей. Кроме того, их компании поданы иски от «Архива» из-за того, что посетившая базу Джорджа комиссия обнаружила, что хранилище Джулии вскрывалось, что строжайше запрещено.
Из-за опасности вторжения на базу Джордж приступает к последнему этапу своего плана, он говорит с Джулс последний раз и «закачивает» её сознание на жёсткий диск. J3 понимает, что сейчас Джордж перезапишет её интеллект, и сопротивляется, потому что не хочет терять свою текущую личность. Тем не менее, в конце концов она уступает Джорджу, и он перезаписывает в неё сознание Джулс. Цель Джорджа достигнута: он снова воссоединился с потерянной два с половиной года назад женой, хотя и в облике робота.
Внезапно Джулс снова выходит на связь из хранилища «Архива». Она прощается с Джорждем, говоря, что это последний сеанс, после которого его сознание угаснет навсегда. Также Джордж слышит голос ребёнка (Джулс была беременна на момент катастрофы). Джулс с ребёнком вешают трубку и уходят по коридору. Оказывается, что в автокатастрофе погибла не Джулс, а сам Джордж, и все происходившие события разворачивались в его сознании, которое некоторое время ещё жило в «Архиве».

## В ролях
| Актёр            | Роль                                |
| ---------------- | ----------------------------------- |
| Тео Джеймс       | Джордж Элмор учёный                 |
| Стэйси Мартин    | Джулс Элмор / J3 / J2 (озвучивание) |
| Рона Митра       | Симона                              |
| Питер Фердинандо | Тэгг                                |
| Лия Уильямс      | Дом (озвучивание)                   |
| Тоби Джонс       | Винсент Сентклэр                    |

## Релиз
Первоначально премьера фильма была запланирована на South by Southwest в марте 2020 года, но была отменена из-за пандемии КОВИД-19. Вместо этого он получил цифровой релиз с ограниченными показами в кинотеатрах США 10 июля 2020 года. В России фильм вышел 13 августа 2020 года.

## Критика
Фильм получил преимущественно положительные отзывы кинокритиков. На сайте Rotten Tomatoes у картины 78 % положительных рецензий на основе 37 отзывов. На сайте Metacritic — 67 баллов из 100 на основе 20 рецензий.
Джон Дефор из The Hollywood Reporter написал: «Малоизвестный независимый научно-фантастический фильм, в котором сочетание доступных тем и отличного исполнения делает его достойным более широкой демонстрации». Моника Кастильо, пишущая для RogerEbert.com, поставила фильму 2,5 звезды из 4. Гай Лодж из Variety отметил: «Краткий, обдуманный сценарий Ротери открывает больше возможностей для исследования, чем использует».